# 清水曻
清水 曻（しみず のぼる、1932年（昭和7年）7月1日 - 2020年（令和2年）7月10日）は、日本の政治家。茨城県旧勝田市長、ひたちなか市長。

## 来歴
茨城県出身。1952年、茨城県立那珂湊第一高等学校(現・茨城県立那珂湊高等学校)卒。同年日立製作所に入社する。1971年、勝田市議会議員となる。1982年に勝田市長に当選、3期務めた。1994年に勝田市は那珂湊市と合併、ひたちなか市が発足。合併後の市長選挙に立候補して当選する。2期務め、2002年までに務めた。

## 栄典
- 1995年 - 藍綬褒章
- 2003年 - 旭日中綬章